# Скот Паразински
Скот Едуард Паразински (на английски: Scott Edward Parazynski) е роден на 28 юли 1961 г. в Литъл Рок, Арканзас, САЩ. Американски астронавт, ветеран от пет космически полета и седем космически разходки. Единственият човек в света летял в космоса и изкачил най-високия връх на Земята Еверест (8848 м).

## Образование
Паразински завършва частен лицеи в Дакар, Сенегал и Бейрут, Ливан. Започва следването си в Техеран, Иран, но се налага да го продължи в Атина, Гърция. Завършва Американския свободен университет в Атина през 1979 г. През 1983 г. получава бакалавърска степен по биология от Университета Станфорд. Завършва обща медицина в Харвард през 1990 г. В продължение на две години работи в спешната медицинска помощ на Денвър, Колорадо. Не успява да вземе специалност, защото през 1992 г. започва работа в НАСА. В Научния институт на НАСА специализира космическа психология. Скот Паразински е дипломиран пилот и има в актива си 2500 полетни часа на различни типове самолети, най-вече хидроплани. Перфектно владее (писмено и говоримо) френски и руски език.

## Служба в НАСА
На 31 март 1992 г., Скот Паразински е избран за астронавт от НАСА, Астронавтска група №14. След приключване на курса за подготовка е включен в полетните графици на НАСА. Преминава допълнителен разширен курс на обучение за работа и дейности в открития космос (на английски: extra-vehicular activity (EVA). През октомври 1995 г. е изпратен в Русия и преминава пълен курс на подготовка за участие в полет до космическата станция Мир с руски кораб Союз. До пенсионирането си има 1019 часа в космоса. Има в актива си и седем космически разходки с обща продължителност 47 часа и 05 мин.

### Космически полети
Скот Паразински е взел участие в пет космически полета:
| Космически полети на Скот Едуард Паразински                | Космически полети на Скот Едуард Паразински | Космически полети на Скот Едуард Паразински | Космически полети на Скот Едуард Паразински | Космически полети на Скот Едуард Паразински | Космически полети на Скот Едуард Паразински | Космически полети на Скот Едуард Паразински |
| №                                                          | Дата                                        | КК                                          | Емблема на мисията                          | Функции                                     | Продължителност                             |                                             |
| ---------------------------------------------------------- | ------------------------------------------- | ------------------------------------------- | ------------------------------------------- | ------------------------------------------- | ------------------------------------------- | ------------------------------------------- |
| 1                                                          | 3 ноември 1994                              | „Атлантис“, мисия STS-66                    |                                             | Специалист по полезния товар                | 10 денонощия 22 часа 34 мин. 02 сек.        |                                             |
| 2                                                          | 25 септември 1997                           | „Атлантис“, мисия STS-86                    |                                             | Специалист на мисията                       | 10 денонощия 19 часа 22 мин. 12 сек.        |                                             |
| 3                                                          | 29 октомври 1998                            | „Дискавъри“, мисия STS-95                   |                                             | Специалист на мисията                       | 8 денонощия 21 часа 44 мин. 56 сек.         |                                             |
| 4                                                          | 19 април 2001                               | „Индевър“, мисия STS-100                    |                                             | Специалист на мисията                       | 11 денонощия 21 часа 31 мин. 14 сек.        |                                             |
| 5                                                          | 23 октомври 2007                            | „Дискавъри“, мисия STS-120                  |                                             | Специалист на мисията                       | 15 денонощия 02 часа 24 мин.                |                                             |
| Сумарно време в космоса – 57 денонощия 15 часа и 34 минути |                                             |                                             |                                             |                                             |                                             |                                             |

## След НАСА
Скот Паразински напуска НАСА през март 2009 г. и започва работа като бизнес консултант в частна фирма.

## Личен живот
Скот е женен. Със съпругата си Гейл имат две деца. Семейството живее в Пало Алто, Калифорния и Евъргрийн, Колорадо. От младежките си години, Скот се увлича по скално катерене и постига забележителни успехи в този спорт. Преминал е по едни от най-трудните маршрути в САЩ и Канада. По-късно се появява и страстта му към височинен алпинизъм. Изкачва 53 върха в Колорадо само за няколко години. В актива си има Маккинли (6194 м.) в Аляска и Аконкагуа (6962 м.) в Южна Америка. През пролетта на 2008 г. участва в експедиция на Еверест, но поради заболяване се отказва от атака на върха в Лагер 3 (7350 м.) и се връща в САЩ. На следващата година Скот Паразински се включва в комерсиална експедиция за изкачване на Еверест с ръководител Ерик Саймънсън. В ранните сутрешни часове на 20 май, Скот достига върха и става единствения човек в света с космически полет и изкачване на Еверест. На 22 май същата година върха покорява и първата българка – Петя Колчева, участник в същата експедиция. Другата голяма страст на С. Паразински е спускането с шейни. По време на Зимните олимпийски игри в Калгари, Канада през 1988 г. той е треньор на националния отбор на Филипините. През февруари 2010 г. по време на Зимните олимпийски игри във Ванкувър, Канада, той е капитан на националния мъжки отбор на САЩ.

## Награди
Скот Паразински е носител на 21 научни и държавни отличия. Най-значимите от тях са:
- Медал на НАСА за отлична служба (2002 и 2009 г.);
- Медал на НАСА за изключителни заслуги (1998 и 1999 г.);
- Медал на НАСА за участие в космически полет (1994, 1997, 1998, 2001 и 2008 г.).